# La strega Rossella
La strega Rossella (Room on the Broom) è una fiaba in versi per bambini della scrittrice e drammaturga inglese Julia Donaldson, illustrato da Axel Scheffler, che racconta la storia di una strega gentile e del suo gatto, che invitano altri tre animali (un cane, un uccellino e una rana ) ad unirsi a loro viaggiando sulla sua scopa volante.
Il libro illustrato è stato tradotto in 22 lingue, vincendo sei premi letterari, e ha ispirato spettacoli teatrali e un film d'animazione, candidato nel 2014 all'Oscar al miglior cortometraggio d'animazione.

## Trama

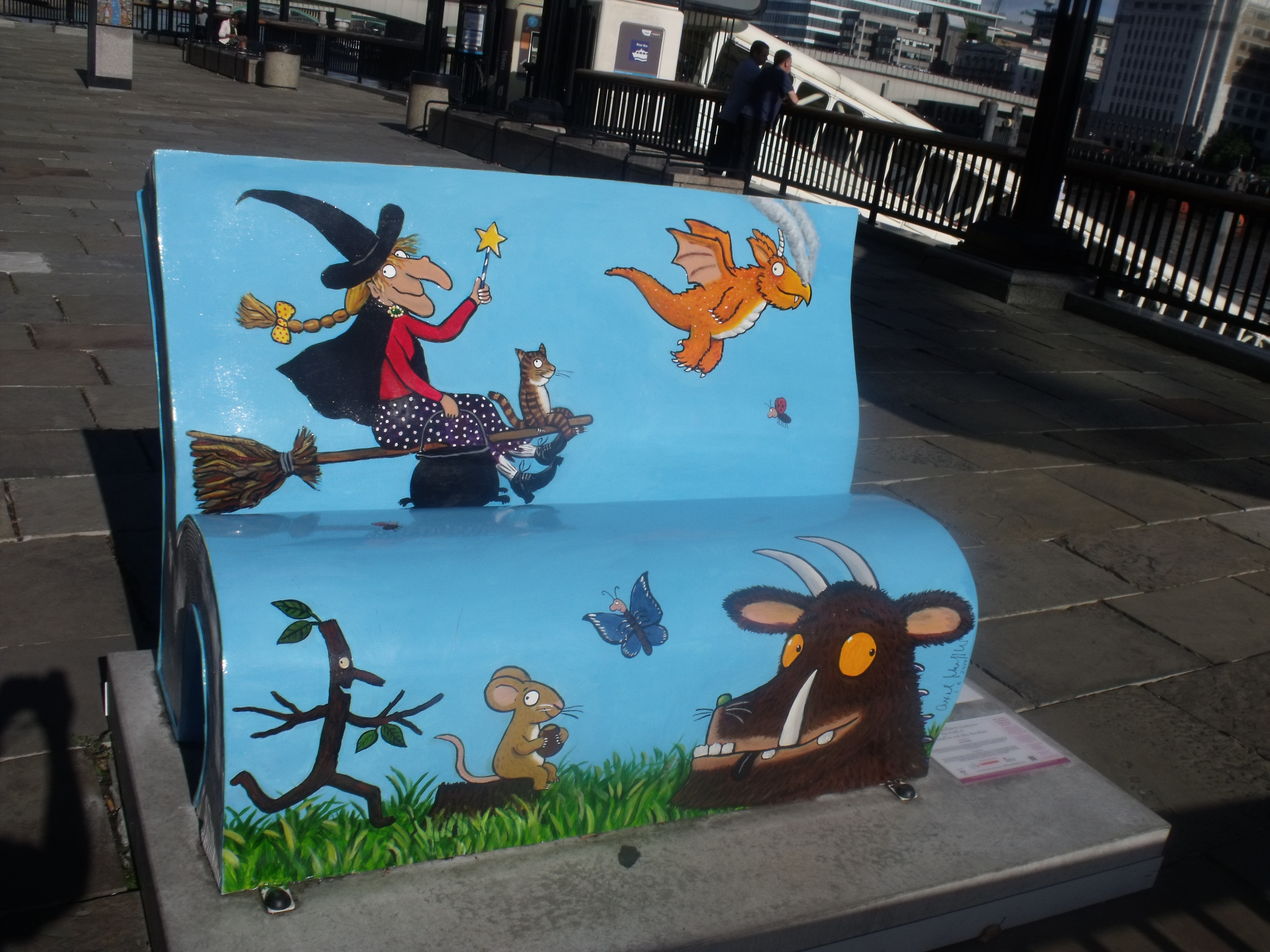
Una panchina a forma di libro con i personaggi di Julia Donaldson, tra cui la strega Rossella (Londra, 2014).

In una giornata di maltempo, una strega va in giro col suo gatto in sella ad una scopa volante. Una folata di vento porta via il cappello da strega, che viene ritrovato a terra da un cane, che si unisce al gruppo. Ripreso il volo, i protagonisti devono fermarsi di nuovo perché il vento ha fatto volar via il fiocco che stringeva i capelli di Rossella, ma per fortuna viene ritrovato da un uccello verde, che si unisce alla brigata. Mentre sorvolano un castello, il cielo si incupisce e cade la bacchetta magica, ritrovata da una rana che chiede anch'essa un passaggio. Ma proprio la rana inizia a saltare, facendo spezzare la scopa volante e precipitare gli animali in una palude. Rossella riesce ad atterrare sul manico di scopa, ma viene intercettata da un grande drago sputafuoco, che se la vuole mangiare. Improvvisamente, emerge dalla palude un terribile mostro con quattro teste, che vuole anch'esso mangiarsi la strega: la bestia è così orrenda che il dragone decide di scappare vigliaccamente. Si scopre poi che il "mostro" era camposto dai quattro amici animali di Rossella, imbrattati dal fango. La strega inizia a preparare una pozione magica, mettendo sul fuoco un calderone magico, in cui gli animali buttano alcuni ingredienti (un giglio, una pigna, un rametto e un osso). Alla fine salta fuori una nuova e fiammante scopa volante, con sedili per la strega, il cane e il gatto, un nido per l'uccellino e una vasca con doccia per la rana, per continuare felicemente il loro viaggio.
La morale della storia riguarda l'importanza dell'amicizia e i benefici dell'essere gentili con gli altri.

## Premi letterari
- 2002 — Sheffield Book Award
- 2002 — Scottish Children's Book Award
- 2002 — Stockport Book Award
- 2003 — Norfolk Libraries Book Award
- 2003 — Blue Peter Book Award
- 2003 — Spoken Book Awards